# 小野康人
小野 康人（おの やすひと、1909年 - 1959年1月5日）は日本の雑誌編集者。『改造』編集人、横浜事件の当事者の一人。

## 略歴
1909年、東京に生まれる。東京神田の大成中学を卒業し、1928年に法政大学予科に入学する。1931年に大学予科を卒業し、実兄が経営する出版業を手伝い、そのかたわらプロレタリア作家同盟東京支部に関係し活動する。1935年に法政大学法文学部英文科に入学し、1938年3月に卒業、同年4月に改造社に入社する。編集部に所属し、『大陸』『改造時局版』『改造』などの諸雑誌の編集業務に携わる。
1942年7月、細川嘉六の『植民史』の出版記念を兼ねた招待旅行・「泊旅行」に参加する。1943年5月26日、西尾忠四郎、相川博、木村亨、加藤政治らとともに治安維持法違反容疑で神奈川県特別高等警察に検挙される。
1944年5月に起訴され、敗戦後の1945年9月15日に懲役2年執行猶予3年を言い渡される。戦後、出版業に携わり、東西出版社を設立したが、数年で廃業、リンガフォン日本支社に勤務する。1959年1月5日、脳溢血で死去。

## 参考
- 『近代日本社会運動史 人物大事典』日外アソシエーツ
- 『日本労働年鑑　特集版　太平洋戦争下の労働運動』横浜事件1、横浜事件2、横浜事件3法政大学大原社会問題研究所